# Só pra Sambar
Só Pra Sambar é uma escola de samba de Cabo Frio.
Escola tradicional do carnaval da cidade, em 2008 ficou em 4º lugar do grupo A, com 183,2 pontos e desde então está afastada dos desfiles oficiais.

## Carnavais
| Ano                          | Colocação | Grupo | Enredo | Carnavalesco | Intérprete | Ref |
| ---------------------------- | --------- | ----- | ------ | ------------ | ---------- | --- |
| 2008                         | 4º lugar  | A     |        |              |            |     |
| Em 2009 e 2010 não desfilou. |           |       |        |              |            |     |